# Stelios Iliadis
Stylianos "Stelios" Iliadis (grekiska: Στυλιανός "Στέλιος" Ηλιάδης), född 3 juni 1986 i Thessaloniki, är en grekisk fotbollsspelare (mittfältare) som har spelat 64 liga matcher för PAOK Thessaloniki. Han har även spelat tre matcher för Greklands U19-landslag och elva matcher för U21-landslaget.
Stelios Iliadis började sin karriär i Apollon Kalamarias och värvades av PAOK Thessaloniki sommaren 2005 för en summa på 250 000 euro. 19 januari 2015 gick han till Panthrakikos FC som free agent.